# Клины (Износковский район)
Клины — деревня в Износковском районе Калужской области России. Входит в сельское поселение «Посёлок Мятлево»

## География
На реке Нерошка, рядом Пушкино.

## Население
| 2002 | 2010 |
| ---- | ---- |
| 2    | ↘0   |

## История
В 1782-м году сельцо Клин, Праковьи Антипьевны Жадовской, Праковьи Васильевны Дурново. 